# Euselasia cataleuca
Euselasia cataleuca is een vlindersoort uit de familie van de prachtvlinders (Riodinidae), onderfamilie Euselasiinae.
Euselasia cataleuca werd in 1869 beschreven door R. Felder.